# Равусис, Петрос
Петрос Равусис (греч. Πέτρος Ραβούσης; род. 1 октября 1954 или 16 февраля 1954, Греция) — греческий футболист, защитник, и тренер. Известен по игре за афинский АЕК

## Клубная карьера
Равусис сделал свои первые футбольные шаги в «Аетосе», откуда был переведён в афинский АЕК летом 1972 года. Динамичный и жесткий защитник, которого воспитал тогдашний тренер Франтишек Фадргонц. Чешский тренер, переместив Лакиса Николау из атаки в центр обороны и поставив его в пару с Равусисом, создал один из лучших оборонительных дуэтов в истории греческого футбола, поскольку один дополнял возможности другого. Равусис, будучи динамичным и ловким, также внес вклад в результативность команды, как правило, при розыгрыше стандартных положений в штрафной площади соперника. Он был ключевым игроком на пути AEK к полуфиналу Кубка УЕФА в 1977 году. За 12 лет, которые он играл в афинской команде, он выиграл 2 национальных чемпионата и 2 национальных Кубка, включая золотой дубль в 1978 году. Летом 1984 года, и после того, как он сначала позаботился о подготовке своего преемника в качестве лидера защиты «желто-чёрных» Стелиоса Маноласа, Равусис покинул АЕК и приосединлися к составу «Левадиакоса». После двух сезонов в клубе, летом 1988 года, он в возрасте 34 лет завершил карьеру футболиста.

## Карьера за сборную
Дебют за национальную сборную Греции состоялся 10 ноября 1976 года в домашнем проигрышном товарищеском матче против сборной Австрии (0:3), в котором вышел в стартовом составе. Был включён в состав на чемпионат Европы 1980 в Италии, где сыграл только в матче против сборной ФРГ (0:0). Всего Равусис сыграл за сборную 22 матча.

## Карьера тренера
В 1988 году, сразу после завершения карьеры футболиста, Равусис начал тренерскую карьеру в качестве помощника тренера Душана Баевича в афинском АЕК, в период, когда команда выиграла 4 чемпионата и 1 кубок. После ухода Баевича в «Олимпиакос» летом 1996 года владелец клуба Михалис Троханас назначил Равусиса преемником Баевича. АЕК, вновь сыграл в отличный футбол, выиграв национальные Кубок и Суперкубок, дойдя до четвертьфинала Кубка обладателей кубков и заняв 2-е место в лиге. В том сезоне Равусис победил своего «учителя» Баевича в 3 из 4 матчей, в которых они встречались. После окончания сезона, из-за разногласий с Троханасом, Равусис покинул клуб. После АЕК до 2005 года он руководил различными небольшими клубами, таких как «Панилиакос», «Панетоликос», «Верия», «Акратитос», АЕК (Ларнака) и «Марко».

## Достижения

### Как игрок

#### «АЕК»
- Чемпион Греции: 1977/78, 1978/79
- Обладатель Кубка Греции: 1977/78, 1982/83

### Как тренер

#### «АЕК»
- Обладатель Кубка Греции: 1996/97
- Обладатель Суперкубка Греции: 1996